# Crambus netuncus
Crambus netuncus là một loài bướm đêm trong họ Crambidae.